# Batalla de Rafal Garcés (1522)
|  | Aquest article tracta sobre la segona batalla. Vegeu-ne altres significats a «Batalla de Rafal Garcés (1452)». |

La batalla de Rafal Garcés de 1522 o Segona batalla de Rafal Garcés, va ser un enfrontament militar de la Germania de Mallorca, esdevengut a la fi de novembre de 1522 en les terres de Rafal Garcés (Inca).
Un cop produït el desastre militar de Son Fornari, en el terme de sa Pobla, que costà als agermanats més de 1.000 morts, semblava que la sort de la Germania estava decidida, però els dirigents agermanats sabien que no hi hauria pietat cap a ells i plantejaren continuar en la resistència a la tropa reialista encapçalada per Miguel de Gurrea y Cerdan, comandada també per Ramon Carròs de Vilaragut i de Castellví. El 14 de novembre, des de Sineu, Miguel de Gurrea s'adreçà als batles de les viles de Mallorca instant-los a sotmetre's a l'obediència reial. L'evidència de la superioritat militar de l'exèrcit de Gurrea contribuí a la reducció de la majoria de viles.
Gurrea, aleshores, decidí marxar cap a la Ciutat de Mallorca, el principal bastió agermanat. Les tropes de la Germania intentaren fer front a l'avanç, però Gurrea maniobrà i dugués els agermanats a un combat obert amb el seu exèrcit, superior militarment, en nombre i en artilleria. L'escomesa tengué lloc en terres de la possessió de Rafal Garcés, entre Binissalem i Inca. El combat dugué a una victòria total de l'exèrcit reial que envoltà amb la cavalleria la tropa agermanada i la sotmeté a un gran càstig, ja que no tenia enlloc per on fugir. Els agermanats que voltaren i provaren de fugir foren perseguits i aniquilats o capturats.
Els agermanats patiren unes 500 baixes. Dels presoners, 40 foren penjats a Inca i 70 pels voltants de Binissalem. Davant aquesta nova desfeta els agermanats no tengueren més opció que tancar-se darrere les murades de la ciutat, que Miguel de Gurrea assetjà (desembre de 1522 - 7 març de 1523) i finalment reduí.